# Raoul Illidge Sports Complex
Der Raoul Illidge Sports Complex ist ein Sportkomplex in Philipsburg, Sint Maarten. Teil der Anlage ist das Hauptstadion des Landes. Es ist die Heimspielstätte der Fußballnationalmannschaft von Sint Maarten. Diese trug dort ihr erstes Länderspiel am 3. April 1992 gegen die Cayman Islands aus und gewann es 4:2. Am 5. April folgte ebendort das zweite Länderspiel, das mit einem 1:1 gegen Martinique ausging.